# Ернст Лерх
Ернст Лерх (нім. Ernst Lerch; 19 листопада 1914, Клагенфурт — 1997, Клагенфурт) — австрійський нацист, штурмбаннфюрер СС, один з організаторів операції «Рейнгард».

## Біографія
Навчався у Віденському економічному університеті. Навчання не закінчив. У 1931-34 працював офіціантом в готелях Швейцарії, Франції та Угорщини. У 1938 році в одному з кафе, популярному місці зустрічі австрійських націонал-соціалістів, зустрівся і познайомився з Оділо Глобочником і Ернстом Кальтенбруннером. 1 грудня 1932 року вступив у НСДАП. З 1 березня 1934 року — член СС. У 1938 році Лерх переїхав до Берліна, в березні вступив в СД.
Учасник Польської кампанії. З лютого 1940 по вересень 1941 року — співробітник Головного управління імперської безпеки (РСХА). Працював в Берліні до моменту призначення його на посаду керівника служби рас і поселень в Кракові. У 1941-43 роках — ад'ютант начальника поліції і СС Люблінського району Оділо Глобочника, відповідального за знищення понад 2 000 000 євреїв і 50 000 циган в окупованій німцями Польщі. Брав участь у знищенні Варшавського і Білостоцького гетто (1943). Він особисто відповідав за вбивство тисяч людей в Любліні. Після проведення операції «Рейнгард» у вересні 1943 року разом зі своїм керівником Оділо Глобочником, призначеним вищим керівником СС і поліції оперативної зони Адріатичного узбережжя, вирушив до Італії. Головним завданням для них стала боротьба з партизанами, але обоє зіграли значну роль в переслідуванні італійських євреїв.
В кінці війни з наближенням союзних військ втік до Каринтії, разом з Оділо Глобочником піднявся в гори, сховавшись в альпійському будиночку біля Вайсензе, де 31 травня 1945 року ув'язнений англійцями. Під час проведення допитів зумів уникнути притягнення до відповідальності за скоєні злочини. Пізніше двічі притягувався до суду, але жодного разу не був засуджений. 

## Звання
- Унтерштурмфюрер СС (1936)
- Оберштурмфюрер СС (1937)
- Гауптштурмфюрер СС (1938)
- Штандартенфюрер СС (21 липня 1942)

## Нагороди
- Нагрудний знак «За боротьбу з партизанами» в бронзі (1 вересня 1944)[1]